# Сіліштя (Констанца)
Сіліштя (рум. Siliștea) — село у повіті Констанца в Румунії. Адміністративний центр комуни Сіліштя.
Село розташоване на відстані 165 км на схід від Бухареста, 44 км на північний захід від Констанци, 114 км на південь від Галаца.

## Населення
За даними перепису населення 2002 року у селі проживали 676 осіб.
Національний склад населення села:
| Національність | Кількість осіб | Відсоток |
| -------------- | -------------- | -------- |
| румуни         | 623            | 92,2%    |
| татари         | 53             | 7,8%     |

Рідною мовою назвали:
| Мова      | Кількість осіб | Відсоток |
| --------- | -------------- | -------- |
| румунська | 623            | 92,2%    |
| татарська | 53             | 7,8%     |